# Alice Embleton
Alice Laura Embleton (Epsom, 1876 – 1960) è stata una biologa, zoologa, attivista e suffragetta britannica; è stata una delle prime donne a studiare scienze all'University College of South Wales and Monmouthshire e tra il primo gruppo di donne ad essere nominate Fellow della Linnean Society of London nel 1905. Biologa e zoologa, sviluppò un lavoro sui pesticidi per migliorare la produzione agricola.

## Istruzione e primi anni di vita
Alice Laura Embleton nacque a Epsom, nel Surrey e frequentò la Sutton High School for Girls. Si iscrisse all'University College del Sud Galles e al Monmouthshire, ora Università di Cardiff, nel 1895, e si laureò nel 1899 con un Bachelor's degree, prima classe.

## Carriera e ricerca

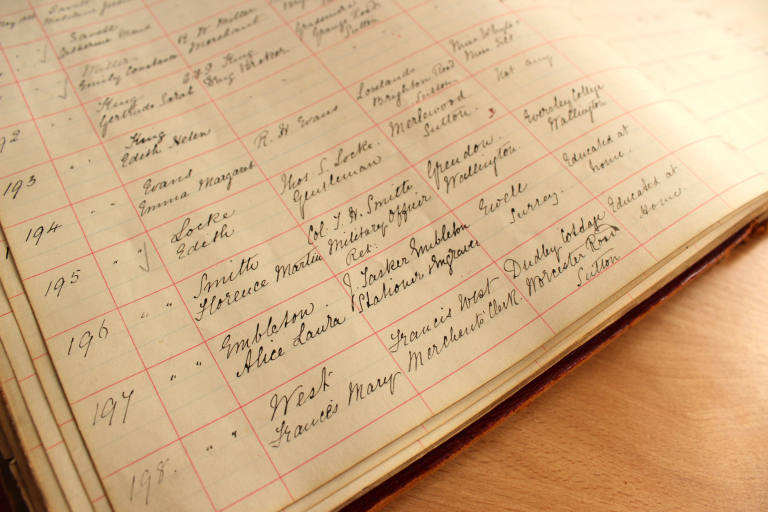
Alice Embleton's entry in Sutton High School's admissions register

Nel 1900 vinse la borsa di studio commemorativa della mostra del 1851, che assegna ogni anno una borsa di studio di ricerca triennale a "giovani scienziati o ingegneri di eccezionale promessa".
Usò la borsa di studio da £150 per lavorare presso il Newnham College, Cambridge, seguito da un ulteriore periodo di studio presso la Sorbona di Parigi. È considerata la seconda donna a pubblicare sull'argomento della copepodologia, dopo Edith Mary Pratt.
Nel 1903 fu nominata zoologo onorario del Consiglio di Amministrazione dell'agricoltura e vinse la borsa di studio Mackinnon della Royal Society per la ricerca sulle scienze biologiche.
È stata una delle prime donne a parlare alla Linnean Society, Burlington House, Londra. Il suo documento, consegnato il 4 giugno 1903, era intitolato: "Anatomia e sviluppo di un parassita imeroptero di un insetto squamoso (Lecanium emisphoericum)". Tra quindici altre donne fu nominata membro presso la Linnean Society nel 1905. Gli archivi della Società Linnean tengono la corrispondenza di Embleton con la Società, di cui rimase membro fino al 1917.
Nel 1906 copubblicò i documenti, "On the synapsis in amphibia" e "sull'origine del Sertoli".
Successivamente nella sua vita condusse ricerche sul cancro al Royal College of Science di South Kensington.

## Vita personale e non accademica
La Embleton era legata a un numero di suffragisti noti, tra cui Evelina Haverfield, Vera Holme e Celia Wray. Il censimento del 1911 mostra che la Embleton stava visitando la Wray a Fairfield House, Barnsley il giorno del censimento. Come molti suffragisti le due donne deturparono il documento del censimento registrando la loro occupazione come "Otteniamo voti per le donne".
Le quattro donne crearono la "Lega Foosack" privata tra loro, la cui appartenenza era limitata a donne e suffragisti. Le prove suggeriscono che la Foosack League era una società segreta lesbica. La Biblioteca femminile detiene la corrispondenza tra le donne durante la prima guerra mondiale, in cui la Embleton viene definita "Alick", e la Wray come "Mr Wary". Negli ultimi anni visse con la Wray a The Elms di Saxmundham nel Suffolk.